# Ramon Llovet Miserol
Ramon Llovet Miserol (Barcelona, 7 d'agost de 1917 - Barcelona, 2 d'agost de 1987) fou un artista pintor que conreà altres disciplines com el gravat i l'escultura.

## Biografia
Ramon Llovet Miserol nasqué a Barcelona, al barri del Poble-sec, en el si d'una família humil. Des de molt petit començà a dibuixar i a pintar. Més endavant, assistí a classes a Llotja i a l'Ateneu Obrer.
El 1938 participà com a soldat en la Guerra Civil i retornà del front amb la lesió al cor que patia de naixement agreujada, alguns dibuixos i aquarel·les petites sobre les experiències viscudes i un incipient menyspreu cap al món militar i tota forma de violència.
La seva obra primerenca té algunes influències del noucentisme, però s'acosta més a l'obra de Francesc Gimeno, tant per la temàtica, com per l'ús de colors terrosos i foscos i la pinzellada matèrica (és el cas de Barraques, del MANC).
El 1939 feu la seva primera exposició a les Galeries Costa de Barcelona. Participà en els Salons d'Octubre de les dècades de 1940 i 1950 i, com altres artistes que hi havien participat, va estar vinculat al Museu d'Art Contemporani de Barcelona que va tenir una curta vida, de 1960 a 1963. E´l 1947 es feu soci del Foment de les Arts Decoratives (avui dia Foment de les Arts i el Disseny), en el qual fou molt actiu amb la seva participació en debats sobre temes artístics. També fou membredel Cercle Maillol.
El 1948 trencà amb el període anterior i va pintar una curta sèrie d'obres influïdes pel cubisme. De temperament inquiet i investigador, l'obra de Llovet evolucionà constantment. Així, a partir del 1950, es va produir un nou canvi en la concepció del seu treball, ara predominaven el temes socials, dramàtics, dintre d'un expressionisme líric amb certa influència de José Gutiérrez Solana (seria el cas de l'obra Venedor de carotes, de 1952, que es conserva al Museu Nacional d'Art de Catalunya). En aquest període defugia representar la Barcelona burgesa, així presentava escenes de la vida quotidiana de les classes humils de zones marginades de les barriades de barraques del Somorrostro o de Montjuïc. Exposà aquestes obres a la Sala Argos, entre els anys 1951 i 1956.
A partir d'aquí, la seva obra fou valorada i reconeguda per la crítica, els col·leccionistes, etc. Rebé diferents guardons i va fer les primeres exposicions fora del país.
La temporada 1957-58, passà a formar part del grup de pintors de la Sala Gaspar, fins a la dècada de 1980. Fou un període en el qual, a la Sala Gaspar, exposaren artistes com ara Miró, Picasso, Clavé, Tàpies, Calder o Chillida. Llovet no feu una gran fortuna amb la venda de les seves obres, però va poder viure del seu art.
Des del 1955 la seva obra anà evolucionant lentament cap a un major lirisme, sense oblidar, però, la ironia o la crítica. Pintà «un món trist i gris», fins i tot en obres que haurien de transmetre alegria, com és el quadre Els promesos, de 1957, una de les obres que la família de Llovet va donar al Museu de Montserrat l'any 2019. En la dècada de 1960 començà a fer escultures i també s'inicià en la tècnica de la litografia.

Ramon Llovet al seu estudi

A finals de la dècada de 1960 començà a interessar-se pel pensament i l'obra del pacifista Lanza del Vasto, fet que va influir en la seva forma de pensar, en la seva vida i en la seva obra. També s'interessà profundament per l'obra filosòfica del pensador Krishnamurti i per la teosofia.
A partir d'aquí, el contingut poètic i espiritual de la seva obra s'anà accentuant fins a desembocar —a mitjans de la dècada de 1970 i fins a les seves darreres obres— en una representació quasi metafísica de la realitat.
Ramón Llovet va morir a Barcelona el 2 d'agost de 1987. L'any 2017, amb motiu del centenari del seu naixement, es va publicar una extensa biografia: Ramon Llovet. Més enllà de la realitat aparent, de Bernat Puigdollers. El mateix any es van fer també diverses exposicions: a Barcelona, a la Galeria Joan Gaspar; al Vendrell, al Museu Pau Casals; a Vilafranca del Penedès, al Fòrum Berger Balaguer, on es van exposar obres de Llovet que en la major part pertanyien a col·leccionistes particulars d'aquella comarca.

## Obra gràfica i escultures
El 1954 va fer diferents gravats sobre planxes de guix —tècnica de la seva invenció— i, en anys posteriors, aiguaforts impresos per ell mateix al seu taller. A partir de la dècada de 1960 i fins a la seva mort, va fer nombroses litografies.
Atret pel sentit volumètric i tàctil, a partir del 1964 conreà l'escultura, treballant diferents tècniques: ciments, llimadures metàl·liques, pedres volcàniques, terracota, etc.
A mitjans de la dècada de 1970 realitzà una sèrie de «caixes» que incorporaven pintura, escultura, sorres, elements trobats, etc.

## Obres

Pescador. Oli sobre tela. 1949
Paral·lel. Oli sobre tela. 1949. Barcelona, MNAC
Venedor de carotes. Oli sobre tela. 1955. Barcelona, MNAC
Ambaixador de la pau? Acrílic sobre tela. 1967
Nena, flors i coloms. 1967. Acrílic sobre tela.
Cavallets i fira. 1968. Acrílic sobre tela.
Ofrena. 1976. Acrílic sobre tela.
Paisatge mariner. 1975 Litografia.
El violinista. 1953. Planxa de guix.
S/t. 1968. Aiguafort.
Cap de pallasso. 1968. Pedra artificial.
Maternitat. 1975. Terracota